# Sjöholm (förening)

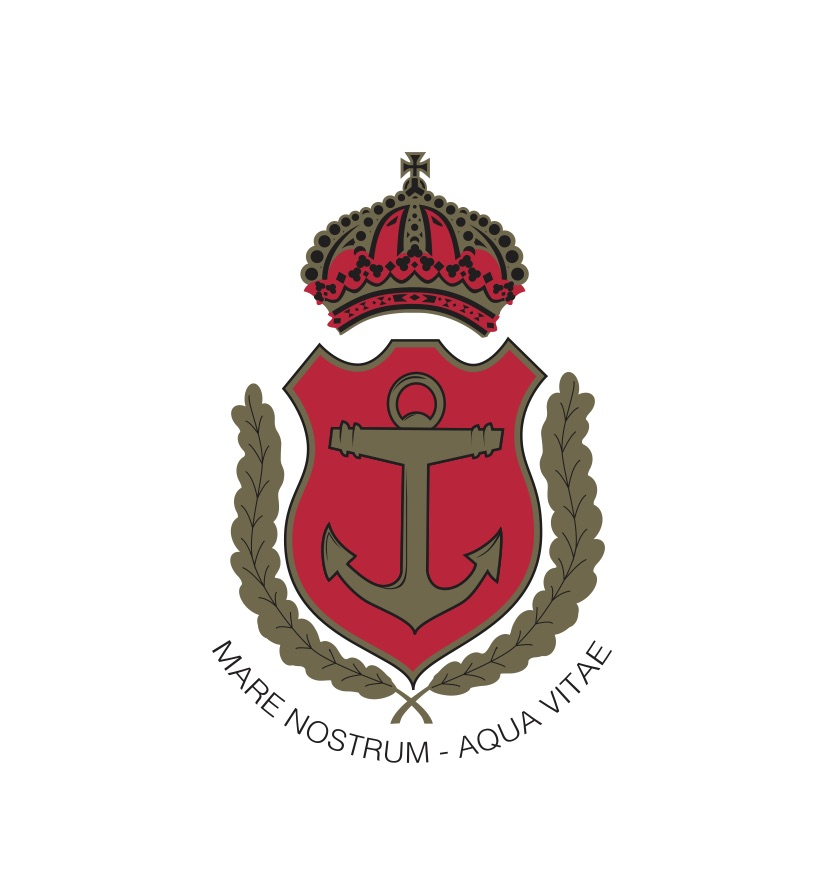
SjöHOLMs blazer märke föreningens devis.

Sjöholm (SjöHOLM) är en navalakademisk förening i Stockholm. Föreningen består av reservofficerare i marinen som studerar på akademisk nivå eller har avlagt akademisk examen vid högskola eller Universitet i Stockholm.  
SjöHOLM instiftades 1967 av en grupp unga reservofficerare, ledda av Löjtnant Mauritz Silfverstolpe, föreningens första Flaggkapten.  
Föreningen har idag ca 350 medlemmar. En mängd olika aktiviteter arrangeras, bland annat vårbal, julfest, idrottstävlingar, utbildningsverksamhet, mässkvällar med olika föredrag och underhållning, pjäsexercis, sjötåg, företagsbesök, studieorienteringar, och representation vid utländska örlogsbesök. 

Verksamheten leds av Flaggkapten och honom underställd Flagg. I SjöHOLMs ledning ingår dessutom vissa särskilda befattningshavare, t.ex. ArtilleriOfficer, MässOfficer och RullOfficer. SjöHOLMs talrör, tidningen SjöHOLMiana, utgavs under många år men föreningens kommunikation är idag helt digitaliserad. 

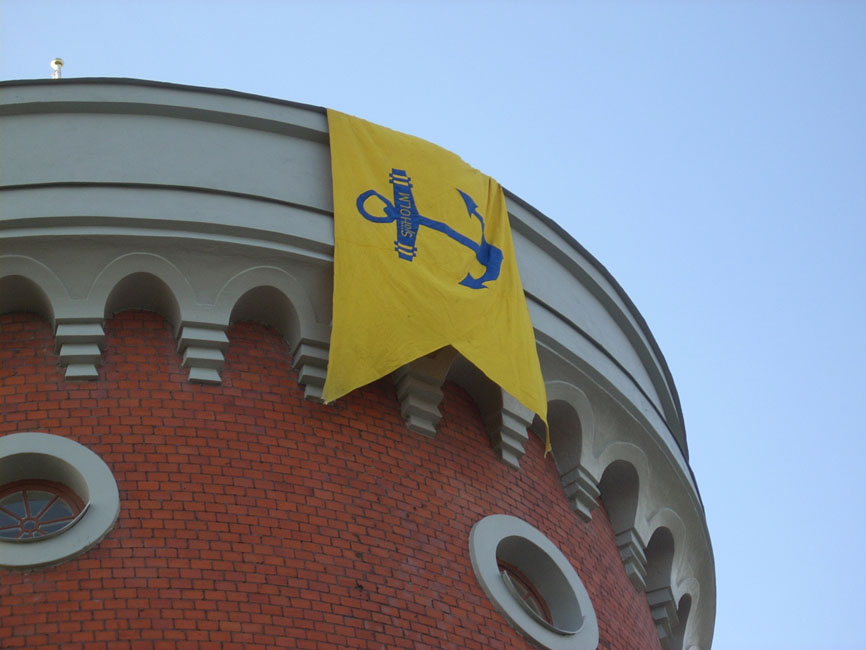
Denna flagga är signum för föreningen och vajar högt vid sammankomsterna.

SjöHOLMs devis är Mare Nostrum - Aqua Vitae vilket fritt översatt betyder "Vårt hav, Livets vatten"  
Tillsammans har de navalakademiska föreningarna över 1 000 medlemmar, huvudsakligen från flottan men även amfibiekåren är representerad. 
Under våren 2017 firar föreningen 50 år med stor bal på Grand Hotel. 